# Воробьёв, Георгий Иванович
Гео́ргий Ива́нович Воробьёв (2 [15] апреля 1914, с. Кидекша, Суздальский уезд, Владимирская губерния, Российская империя — 21 марта 2002, Москва, Россия) — советский партийный и государственный деятель, первый секретарь Удмуртского обкома КПСС (1957—1959), член Бюро ЦК КПСС по РСФСР (1959—1961), первый секретарь Краснодарского крайкома КПСС (1960—1966), председатель Гослесхоза СССР (1970—1984).

## Биография
Родился 2 [15] апреля 1914 в селе Кидекша Суздальского уезда Владимирской губернии Российской империи (ныне в составе Селецкого сельского поселения Суздальского района Владимирской области России).
Начал работать в 16 лет. С 1934 года, окончив Любанский сельскохозяйственный техникум, работал агрономом в совхозе, затем — старшим агрономом (Калининская область, отдел «Агротехзнания» Наркомзема Бурят-Монгольской АССР), старшим агрономом-инспектором Наркомзема РСФСР.
В 1939 году вступил в ВКП(б). В 1939—1940 годы — инструктор Сельскохозяйственного отдела Калининского обкома ВКП(б). В 1941 году служил в РККА.
В 1941—1943 годы — начальник политотдела совхоза имени XVII съезда ВКП(б) (Юрьев-Польский район Ивановской области). В 1943—1948 годы — инструктор Сельскохозяйственного, затем Организационно-инструкторского отдела ЦК ВКП(б). В 1946 году окончил Сельскохозяйственную академию имени К. А. Тимирязева.
В 1949—1952 годы — уполномоченный Совета по делам колхозов при Совете министров СССР: по Туркменской ССР, по Удмуртской АССР, затем — по Ленинградской области.
С 1952 года работал в Ленинградском обкоме партии заведующим Сельскохозяйственным отделом, с 25.11.1953 по 16.2.1954 одновременно — 2-й секретарь обкома.
С февраля 1954 по февраль 1957 года — председатель Исполнительного комитета Ленинградского областного Совета. Особое внимание уделял развитию сельского хозяйства области, решая проблемы кормовой базы сельхозпредприятий, урожайности картофеля и зерна, тепличного хозяйства; область ежегодно участвовала во Всесоюзной сельскохозяйственной выставке.
С 23 января 1957 по 10 апреля 1959 года — 1-й секретарь Удмуртского обкома КПСС. С апреля 1959 по июнь 1960 года заведовал Сельскохозяйственным отделом ЦК КПСС по РСФСР.
С 8 июня 1960 по 12 января 1966 года — первый секретарь Краснодарского крайкома партии (с января 1963 по 24 декабря 1964 — Краснодарского сельского крайкома). В годы его руководства 15-16 января 1961 года, в Краснодаре произошли массовые беспорядки, в ходе которых был убит школьник и ранены 39 человек, частично разгромлено здание крайкома КПСС, в том числе его кабинет.
С февраля 1966 по май 1970 года — заместитель министра сельского хозяйства СССР (по другим источникам, минсельхоза РСФСР).
С 28 апреля 1970 по 12 апреля 1984 года — председатель Государственного комитета при СМ СССР — Государственного комитета СССР по лесному хозяйству. По его инициативе были созданы ЦНИИЛГиС для комплексных исследований по лесной генетике, селекции и семеноводству (1971, Воронеж), Всероссийский институт повышения квалификации лесного хозяйства (1972, Пушкино Московской области), Всероссийский научно-исследовательский институт химизации лесного хозяйства (1975, Ивантеевка Московской области).
Был избран депутатом Совета Союза Верховного Совета СССР 4-го (1954—1958, от Ленинградской области), 5-го (1958—1962, от Удмуртской АССР) и 6-го (1962—1966, от Краснодарского края) созывов; депутатом (от РСФСР) Совета Национальностей Верховного Совета СССР 9-го (1974—1979) и 10-го (1979—1984) созывов.
Являлся делегатом XX (1956), XXI (1959), XXII (1961), XXV (1976) и XXVI съездов КПСС (1981). Входил в состав центральных органов партии: член Центральной ревизионной комиссии КПСС (25.2.1956 — 17.10.1961), член Бюро ЦК КПСС по РСФСР (1959 — 18.1.1961), член ЦК КПСС (31.10.1961 — 29.3.1966), кандидат в члены ЦК КПСС (5.3.1976 — 25.2.1986).
С апреля 1984 года — персональный пенсионер союзного значения. Работал старшим научным сотрудником отдела прогнозирования ВНИИЛМ.
Похоронен в Москве на Троекуровском кладбище.

### Семья
Жена — Вера Михайловна (3.7.1919 — 12.8.2005).

## Научная деятельность
В 1956 году защитил кандидатскую («Организация и оплата труда в овощеводстве колхозов»), в 1967 — докторскую диссертацию («Экономика и организация производства зерна»). Профессор (1970).
Автор научных и научно-популярных работ, главный редактор «Лесной энциклопедии» (1985—1986, в 2-х томах).

### Избранные труды
- Атрохин В. Г., Васильев П. В., Воробьев Г. И. Мировые проблемы лесного хозяйства / Под общ. ред. Г. И. Воробьева. — М.: Лесная пром-сть, 1976. — 272 с.
- Воробьев Г. И. Кубань выходит на новые рубежи. — М. : Сельхозиздат, 1961. — 103 с.
- Воробьев Г. И. Кукуруза — важнейший резерв увеличения сборов зерна. — Краснодар : Кн. изд-во, 1961. — 40 с. — (Библиотечка Кукурузовода)
- Воробьев Г. И. Лесное хозяйство в агропромышленном комплексе. — [М.] : Б. и., 1982. — 32 с.
- Воробьев Г. И. Лесное хозяйство СССР : Обзор / Гос. ком. лесного хоз-ва Совета Министров СССР, ЦБНТИ. — М.: ЦБНТИлесхоз, 1976. — 49 с.
- Воробьев Г. И. О задачах по внедрению оптимального планирования производства и обработки экономической информации с применением экономико-математических методов и ЭВМ в практику социалистического сельского хозяйства / Всесоюз. науч.-техн. совещание «Применение экон.-мат. методов и электронно-вычислит. техники в сел. хоз-ве». — М.: Б. и., 1970. — 1+23 с.
- Воробьев Г. И. О мерах по выполнению постановления ЦК КПСС «О дальнейшем совершенствовании хозяйственного механизма и задачах партийных и государственных органов» и постановления ЦК КПСС и Совета Министров СССР «Об улучшении планирования и усилении воздействия хозяйственного механизма на повышение эффективности производства и качества работы» : (Из докл. на расшир. заседании Гос. ком. СССР по лес. хоз-ву 20 нояб. 1979 г.). — М. : Б. и., 1979. — 26 с.
- Воробьев Г. И. Организация и оплата труда в овощеводстве. — Л. : Лениздат, 1957. — 176 с.
- Воробьев Г. И. Организация и оплата труда в овощеводстве колхозов : Автореф. дис. … канд. экон. наук. — Л., 1956. — 24 с.
- Воробьев Г. И. Организаторская работа решает успех дела. — М.: Сов. Россия, 1962. — 93 с. — (Решения XXII съезда КПСС — в жизнь!)
- Воробьев Г. И. Семилетка Удмуртии. — Ижевск : Удмурт. кн. изд-во, 1959. — 102 с.
- Воробьев Г. И. Экономика и организация производства зерна. — М. : Колос, 1965. — 251 с.
- Воробьев Г. И. Экономика и организация производства зерна : Доклад по книге … д-ра экон. наук / Ленингр. с.-х. ин-т. — Л. : Б. и., 1967. — 124 с.
- Воробьев Г. И. Экономика производства зерна в СССР. — М.: Знание, 1970. — 128 с. — (Народный университет сельскохозяйственных знаний)
- Воробьев Г. И. Экономика производства зерна в СССР : Автореф. дис. … д-ра экон. наук / Воронежский гос. ун-т. — М., 1967. — 39 с.
- Воробьев Г. И. Эффективность защитного лесоразведения. — М. : Лесная пром-сть, 1977. — 318 с.
- Воробьев Г. И. Эффективность лесного хозяйства СССР. — М. : Лесн. пром-сть, 1982. — 121 с.
- Воробьев Г. И., Воронин И. Б., Янушко А. Д., Рукосуев Г. Н. Экономика лесного хозяйства СССР : [Учебник для вузов по спец. «Лесн. хоз-во»] / Под ред. Г. И. Воробьева. — М. : Высш. школа, 1980. — 336 с.
  -  — 2-е изд., перераб. и доп. — М. : Агропромиздат, 1985. — 320 с.
- Воробьев Г. И., Дунин М. С., Колесов С. Г. Научные исследования по сельскому хозяйству в Индии : (Отчет советской с.-х. делегации). — М. : Б. и., 1967. — 112 с. — (Сельскохозяйственная наука и практика за рубежом . [Материалы советников по сельскому хозяйству при посольствах СССР за рубежом] ; Вып. 207 Вып. 33)
- Воробьев Г. И., Иванюта В. М., Антонов В. К., Рукосуев Г. Н. Научные основы управления производством : [Учебник для вузов по спец. «Экономика и орг. лесн. пром-сти и лесн. хоз-ва»]. — М. : Лесн. пром-сть, 1982. — 278 с.
- Воробьев Г. И., Матякин Г. И., Павлов А. Н. Роль лесных полос в повышении урожайности сельскохозяйственных культур : Обзор. — М. : ЦБНТИлесхоз, 1977. — 98 с. — (Серия «Лесоведение и лесоводство» / Гос. ком. лесн. хоз-ва Совета Министров СССР, ЦБНТИ).
- Воробьев Г. И., Мухамедшин К. Д., Девяткин Л. М. Лесное хозяйство мира. — М. : Лесн. пром-сть, 1984. — 352 с.
- Воробьев Г. И., Полищук Ф. Ф., Неустроев Ф. М. Перспективный план колхоза им. Мичурина, Ижевского района Удмуртской АССР на 1959—1965 гг. : К вопросу обоснования рациональной системы ведения хозяйства в пригородной зоне г. Ижевска. — Ижевск : Удмурт. кн. изд-во, 1959. — 112 с.
- Воробьев Г. И., Рукосуев Г. Н. Диспетчерская служба в совхозах. — М. : Экономика, 1972. — 79 с.
- Воробьев Г. И., Смирнов Б. В., Рукосуев Г. Н. Основы управления лесным хозяйством. — М. : Лесная пром-сть, 1975. — 287 с.
- Иевинь И. К., Телегин Н. П., Тищенко А. И., Воробьев Г. И. Лесное хозяйство Швеции. — М. : Лесная пром-сть, 1973. — 128 с.
- Моисеев Н. А., Лосицкий К. Б., Воробьев Г. И. и др. Экономическая география лесных ресурсов СССР. — М. : Лесная пром-сть, 1979. — 406 с.

## Награды и звания
Награждён тремя орденами Ленина, орденами Октябрьской Революции, Отечественной войны 2-й степени, Трудового Красного Знамени, Дружбы народов.

## В кинематографе
В фильме «Серые волки» (1993) в роли Воробьёва — Александр Чуйков.